# Abraham Cohen de Herrera
Pour les articles homonymes, voir Cohen et Herrera.
Abraham Cohen de Herrera (en hébreu : רבי אברהם כהן בן דוד דה-הירירה), appelé également Alonso Nunez de Herrera ou Abraham de Herrera ou Abraham Irira, est un kabbaliste et philosophe juif, né vers 1570, probablement à Florence, mort vers 1635, probablement à Vienne en Autriche.

## Biographie
Abraham Cohen de Herrera descend d’une famille juive, probablement originaire de Cordoue, chassée d’Espagne et passée au Portugal à la fin du XVe siècle. Convertie au christianisme, mais pratiquant le judaïsme en secret, la famille émigre en Toscane au milieu du XVIe siècle.
Né vers 1570, Abraham Cohen de Herrera passe son enfance à Florence, puis s’établit à Raguse. Il mène une vie aventureuse. À la fin du XVIe siècle il se trouve à Cadix, où il est capturé avec d’autres otages par le comte d’Essex, un corsaire au service d'Élisabeth Ire d'Angleterre. Emmené à Londres, Abraham Cohen de Herrera y est emprisonné durant plusieurs années. Libéré, il s’établit à Hambourg, puis à Amsterdam au tout début du XVIIe siècle. Il y revient officiellement au judaïsme. Il y devient l’élève d’Israël Sarug, un kabbaliste formé à l’école d’Isaac Louria à Safed, en Galilée.
Abraham Cohen de Herrera se consacre alors à l’étude de la Kabbale. Il rédige deux ouvrages majeurs, La Puerta del cielo (Le Portail des cieux) et La Casa de la divinidad (La demeure du divin), les deux premiers ouvrages kabbalistiques écrits en langue espagnole. À la suite d’Israël Sarug, Abraham Cohen de Herrera est l’un des principaux diffuseurs de la kabbale lourianique en Europe. Il meurt vers 1635, probablement à Vienne en Autriche.

## Son œuvre
Abraham Cohen de Herrera expose les théories d’Isaac Louria en s’attachant tout particulièrement à ce qui constitue sa base, le concept de tsimtsoum (contraction de l'infini divin pour permettre l'existence de l’univers), ses conséquences et son interprétation. Suivant son maître Israël Sarug qui représente l’école lourianique issue de Joseph Ibn Tabul, il opte pour une approche symboliste du concept, expliquant qu'il doit être interprété « non comme la création d’un espace physique vide ou d’un lieu concret mais comme une auto-limitation de la puissance divine ». 
Son Épître sur le Shiour Qomah « tend, sinon à concilier, du moins à penser ensemble cabale et philosophie [… bien qu’]Herrera était sans doute un philosophe trop authentique pour croire à la possibilité de fusion entre les deux « royaumes » et trop authentiquement un cabaliste pour l’appeler de ses vœux » selon Alexander Altmann. Son Portail des cieux n’en constitue pas moins « l’entreprise la plus monumentale et la plus systématique de “contact” entre philosophie (néo-platonicienne) et cabale juive, qui se verra bâillonnée par le tournant rationaliste de la pensée européenne » et c’est pourquoi il fait partie de « ces auteurs charnières entre deux mondes, qui, faute d’atmosphère adéquate, tombe dans l’oubli, puis resurgissent comme des comètes », selon Michel Attali.
Traduit en latin par Christian Knorr von Rosenroth dans sa Kaballa Denudata, éditée à Sulzbach en 1677, Le Portail des cieux a exercé une influence qui « se repère aussi bien dans les milieux juifs que dans les milieux chrétiens, dans les cercles kabbalistiques comme dans les cercles philosophiques (Leibniz, Henry More, D’Alembert, Hegel) », note Frédéric Manzini.
L’influence d’Abraham de Herrera sur Spinoza a été mise en jeu par plusieurs historiens de la philosophie, notamment par Giuseppa Saccaro Del Buffa, et par Daniela Bostrenghi et Cristina Santinelli.

### Textes d’Abraham Cohen de Herrera
- La Puerta del cielo (Le Portail des cieux) n'a encore jamais été édité dans sa version originale en espagnol. Il a été traduit en hébreu par Isaac Aboab da Fonseca, sous le titre Shaar ha-Shamayim, et édité Amsterdam en 1655 ; traduit en latin par Christian Knorr von Rosenroth dans le premier tome de son ouvrage Kaballa Denudata, édité à Sulzbach en 1677;  traduit en allemand par F. Hausermann, sous le titre Das Buch Shaar haShamaïm oder Pforte des Himmels, Francfort, Suhrkamp, 1974 ; traduit en anglais par Kenneth  Krabbenhoft, sous le litre Gate of Heaven, Leiden, Brill, 2002 ; traduit en français par Michel Attali, Paris, L’Eclat, 2010.
- La Casa de la divinidad (La demeure du divin), a été traduite en français par Michel Attali.

### Études
- Gershom Scholem, Les grands courants de la mystique juive, Payot, Paris, 1954.
- Gershom Scholem, Abraham Cohen Herrera, Jérusalem, 1978.
- Giuseppa Saccaro Del Buffa, Abraham Cohen Herrera et le jeune Spinoza – entre kabbale et scolastique : à propos de la création “ex nihilo”, Archives de Philosophie, 51, 1988.
- Kenneth Krabbenhoft, The Mysticism in Tradition: Abraham Cohen Herrera and Platonic Theology, New York, 1982.
- Charles Mopsik et Carsen Wilke, Abraham Cohen Herrera, dans Les œuvres philosophiques : Dictionnaire, vol. 1, Presses Universitaires de France, Paris, 1992.
- N. Yosha, Myth and Metaphor. Abraham Cohen Herrera’s Philosophie Interpretation of Lurianic Kabbalah, Jérusalem, 1994.
- Gershom Scholem, La kabbale. Une introduction, origines, thèmes et biographies, Le Cerf, Paris, 1998 ; réédité par Folio Gallimard, Paris, 2005.
- Giuseppa Saccaro Del Buffa, Abraham Cohen Herrera, Epitome y Compendio de la Logica o Dialectica, Clueb, Bologne, 2002.
- Daniela Bostrenghi et Cristina Santinelli, Herrera, Spinoza e la dialettica umanistica, dans Spinoza, ricerche e prospettive, Bibliopolis, Naples, 2007.
- Michel Attali, préface à Abraham Cohen de Herrera, Le Portail des cieux, traduit de l’espagnol d’après le manuscrit de la Bibliothèque Ets Haïm d’Amsterdam, L’Eclat, 2010.
- Frédéric Manzini, Le retour de la kabbale, La Vie des idées, mai 2010.
- Angela Guidi, R. Abraham Cohen de Herrera, Revue de l’histoire des religions, 3, 2013.